# Assamo
Assamo (arabisch أسامو, auch: Ina ‘Assamo, Vasama) ist ein Ort in der Region Ali Sabieh in Dschibuti. 2019 wurden 1200 Einwohner geschätzt.

## Geographie
Der Ort liegt ca. 122 km südlich der Hauptstadt, Dschibuti am Wadi Aderiodzhog, welches auch die Grenze zu Äthiopien im Süden bildet. Die Umgebung ist fruchtbar und es gibt neben einfacher Landwirtschaft ausgedehnte Weidewirtschaft mit nomadischem und halbnomadischen Lebensstil der Hirten. Die nächstgelegenen Orte sind Ali Sabieh (24 km), Ali Adde (19 km) und Guisti (18 km). Die Bevölkerung gehört hauptsächlich zu afro-asiatischen Sprachgruppen, mit einer Mehrheit der Issa-Somali.

## Geschichte

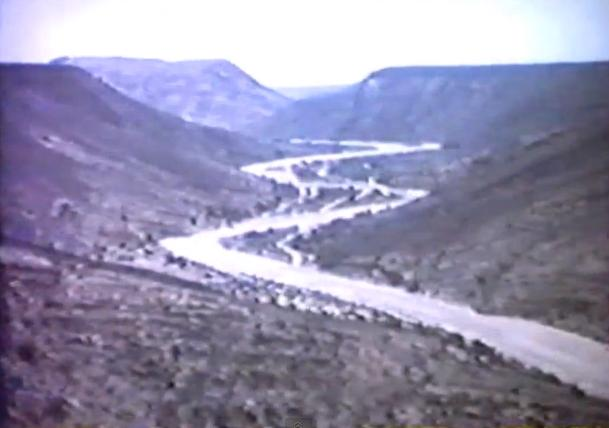
Das Assamo Valley 1967

Früher wurde Assamo durch die Sultanate von Ifat und Adal regiert. In der Neuzeit war es Teil von Französisch Somaliland. Das Protektorat bestand bis in die erste Hälfte des 20. Jahrhunderts. In der Stadt besteht ein altes Fort der französischen Armée de Terre. Die Stadt ist auch ein wichtiger Marktplatz für die Umgebung.

## Klima
Assamo verfügt über ein seltenes Hochlandklima mit warmen Sommern und kühlen Winter. Aufgrund der Höhe von ca. 754 m sind die Temperaturen vergleichsweise niedrig. Niederschlag ist vor allem im Frühling und Herbst vorhanden, die Luftfeuchtigkeit ist jedoch gering. auch im Sommer fällt die Temperatur nachts gewöhnlich auf 24 °C.
Nach dem Köppen-Geiger system hat Assamo ein semi-arides Klima (BSh).
|                       | Jan  | Feb  | Mär  | Apr  | Mai  | Jun  | Jul  | Aug | Sep  | Okt  | Nov  | Dez  |   |      |
| Mittl. Tagesmax. (°C) | 25,7 | 26,3 | 26,8 | 27,1 | 29   | 33   | 36   | 35  | 31,1 | 27,0 | 26,5 | 26,1 | ⌀ | 29,2 |
| Mittl. Tagesmin. (°C) | 14,9 | 15,9 | 16,8 | 19   | 20,8 | 22,5 | 24,8 | 24  | 22,5 | 20   | 16,8 | 15   | ⌀ | 19,4 |
|                       |      |      |      |      |      |      |      |     |      |      |      |      |   |      |
| Niederschlag (mm)     | 9    | 10   | 25   | 30   | 10   | 6    | 25   | 45  | 34   | 10   | 13   | 5    | Σ | 222  |

| 14,9 |

| 15,9 |

| 16,8 |

| 19 |

| 20,8 |

| 22,5 |

| 24,8 |

| 24 |

| 22,5 |

| 20 |

| 16,8 |

| 15 |

| 14,9 |

| 15,9 |

| 16,8 |

| 19 |

| 20,8 |

| 22,5 |

| 24,8 |

| 24 |

| 22,5 |

| 20 |

| 16,8 |

| 15 |